# خسرك (باقران)
خسرك (بالفارسية: خسرک) هي مستوطنة تقع في إيران في قسم باقران الريفي. يقدر عدد سكانها بـ 18 نسمة .